# HMS K2
Pour les articles homonymes, voir K2.
Le HMS K2 est le deuxième des sous-marins britannique de classe K de la Royal Navy. Il a été construit par HMNB Portsmouth en Angleterre. Sa quille est posée le 13 novembre 1915 et il est mis en service en mai 1917, un an avant la fin de la Première Guerre mondiale. En janvier 1917, le K2 est endommagé par une explosion et un incendie lors de ses premiers essais de plongée.
Le 11 janvier 1924, il est entré en collision avec son sister-ship le HMS K12 alors qu’ils quittaient le port de Portland. Le K2 a défoncé un trou dans le compartiment avant du K12, et il a tordu sa propre proue sur environ 1,8 m. Le 7 novembre 1924, le K2 entre en collision avec un autre sous-marin, le HMS H29, lors d’exercices.
Le K2 a été vendu le 13 juillet 1926 à John Cashmore Ltd pour la démolition à Newport.

## Conception
Le K2 avait un déplacement de 1 800 tonnes en surface et 2 600 tonnes en immersion. Il avait une longueur totale de 103 m, un maître-bau de 8,08 m et un tirant d'eau de 6,38 m. Le sous-marin était propulsé par deux chaudières Yarrow Shipbuilders alimentées au mazout, qui alimentaient chacune une turbine à vapeur Brown-Curtis ou Parsons développant 10 500 ch (7 800 kW) qui entraînaît deux hélices de 2,29 m de diamètre. En immersion, la propulsion était assurée par quatre moteurs électriques, produisant chacun de 350 à 360 ch (260 à 270 kW). Il avait également un moteur Diesel de 800 ch (600 kW), qui était utilisé le temps que la vapeur monte en pression, ou à la place de celle-ci.
Le sous-marin avait une vitesse maximale en surface de 24 noeuds (44 km/h) et une vitesse en immersion de 9 à 9,5 noeuds (16,7 à 17,6 km/h),. Il pourrait opérer à une profondeurs de 150 pieds (46 m) et y parcourir 80 milles marins (150 km) à 2 noeuds (3,7 km/h).
Le K2 était armé de dix tubes lance-torpilles de 18 pouces (457 mm), de deux canons de pont de 4 pouces (100 mm) et d’un canon antiaérien de 3 pouces (76 mm). Ses tubes lance-torpilles étaient répartis ainsi : quatre dans l’étrave, quatre dans la section centrale, tirant sur les côtés, et deux sur le pont dans un affût rotatif. Son effectif était de cinquante-neuf membres d’équipage.